# Élection présidentielle arménienne de 1991
L'élection présidentielle arménienne de 1991 s'est déroulée le 17 octobre 1991 en Arménie et a vu le président du Conseil, Levon Ter-Petrossian, être élu à l'issue du premier tour.

## Résultats
| Candidat                     | Parti                                    | %      |
| ---------------------------- | ---------------------------------------- | ------ |
| Levon Ter-Petrossian         | Mouvement national arménien              | 83 %   |
| Parouyr Hayrikian            | Union pour l'autodétermination nationale | 7,2 %  |
| Sos Sargsian                 | Dachnak                                  | 4,33 % |
| Zori Balayan                 | sans étiquette                           | 0,45 % |
| Rafael Ghazarian             | sans étiquette                           | 0,39 % |
| Achot Navasardian            | Parti républicain d'Arménie              | 0,16 % |
| Source : Jody C. Baumgartner |                                          |        |